# Proechimys oconnelli
Proechimys oconnelli és una espècie de mamífer rosegador de la família de les rates espinoses. És endèmica de Colòmbia, on viu a altituds d'entre 0 i 500 msnm. Es tracta d'un animal nocturn i solitari que s'alimenta de llavors, fruita, fulles i insectes. El seu hàbitat natural són els boscos primaris. Es desconeix si hi ha cap amenaça significativa per a la supervivència d'aquesta espècie.